# Metropolia Tulancingo
Metropolia Tulancingo – metropolia Kościoła rzymskokatolickiego w Meksyku. Erygowana w dniu 25 listopada 2006 roku. W skład metropolii wchodzi 1 archidiecezja i 2 diecezje.
W skład metropolii wchodzą:
- Archidiecezja Tulancingo
  - Diecezja Huejutla
  - Diecezja Tula